# Windlestone Hall
Windlestone Hall ist ein Landhaus beim Dorf Rushyford im englischen County Durham. Das Gebäude aus dem 19. Jahrhundert hat English Heritage als historisches Bauwerk II*. Grades gelistet.
Die Familie Eden, die die Grundherrschaft von Windlestone im 17. Jahrhundert innehatte, war im englischen Bürgerkrieg royalistisch eingestellt und Colonel Robert Eden, der in der königlichen Armee gedient hatte, war gezwungen, sich mit den Behörden über die Rückgabe seines konfiszierten Anwesens zu einigen. Nach der Stuart-Restauration 1660 wurde sein Enkel, der ebenfalls Robert Eden hieß, 1672 zum Baronet, of West Auckland in the County of Durham, erhoben.
1835 ließ der 5. Baronet, Robert Johnson Eden, das Herrenhaus aus dem 16. Jahrhundert durch ein neues Landhaus nach den Entwürfen von Ignatius Bonomi ersetzen. Die mit einer Balustrade versehene Eingangsfront mit zwölf Jochen zeigt nach Osten. Eine dorische Kolonnade, ebenfalls mit einer Balustrade versehen, erstreckt sich über neun Joche des Erdgeschosses. Auf der Nordseite endet das Gebäude in einer großen Apsis. Mitte des 19. Jahrhunderts wurde im Nordosten ein Billardraum angebaut.
Nach dem Tod des 5. Baronets 1844 fielen das Anwesen und der Baronetstitel an seinen Neffen zweiten Grades, Sir William Eden, schon den Titel 4. Baronet, of Maryland, führte. Er war 1848 High Sheriff of Durham.
In diesem Haus wurde 1897 Anthony Eden geboren, der 1955–1957 britischen Premierminister war; er war ein jüngerer Sohn des 7. Baronet.
Im Zweiten Weltkrieg diente das Haus als Kriegsgefangenenlager, eine Außenstelle des Harperley-Kriegsgefangenenlagers 93. Von 1957 bis 2006 war in Windlestone Hall die gleichnamige Schule, eine örtliche Sonderschule, untergebracht. Nach Schließung der Schule verkaufte die Grafschaftsverwaltung das Anwesen 2011 für £ 240.000 an ‚‘William Davenport‘‘, einen privaten Investor.
Die Grafschaftsverwaltung von County Durham wurde für den Verkauf kritisiert, insbesondere, als die Windlestone Hall drei Jahre später für £ 2.500.000 – mehr als die zehnfache Summe – erneut zum Verkauf stand.
Der Investor Davenport musste 2016 zu einer Freiheitsstrafe von sechs Jahren verurteilt, weil er für den Kauf des Hauses und des Anwesens gefälschte Dokumente benutzt hatte.